# Pseudoreaster obtusangulus
Espèce
Pseudoreaster obtusangulus est une espèce d'étoiles de mer de la famille des Oreasteridae.

## Description
C'est une grosse Oreasteridae caractéristique, reconnaissable à ses bras courts et arrondis, et aux gros tubercules émoussés qui la couvrent, encore plus gros et distinctement alignés le long des plaques carinales. La couleur est très variable, parfois rouge unie, mais pouvant aussi être beige ou noire, ou chamarrée de ces couleurs. Elle n'a que deux séries d'épines adambulacraires (contre trois dans le genre Anthenea).
Cette espèce ressemble beaucoup à Gymnanthenea globigera (qui partage son aire de distribution et son habitat), et s'en distingue principalement par le fait que ses plaques supéromarginales sont granuleuses sur leurs deux bords (au-dessus et sur le côté).

## Habitat et répartition
Cette espèce semble endémique du Nord-Ouest de l'Australie, où on la trouve sur les récifs et platiers de faible profondeur. 

## Systématique
Le nom valide complet (avec auteur) de ce taxon est Pseudoreaster obtusangulus (Lamarck, 1816).
L'espèce a été initialement classée dans le genre Asterias sous le protonyme Asterias obtusangula (Lamarck, 1816),.
Pseudoreaster obtusangulus a pour synonymes :
- Anthenea obtusangula (Lamarck, 1816)
- Asterias obtusangula Lamarck, 1816 (protonyme)
- Goniaster obtusangulus (Lamarck, 1816)
- Oreaster obtusangulus (Lamarck, 1816)

## Publication originale
- Le Chevalier de Lamarck, « Astérie (Asterias.) », dans Le Chevalier de Lamarck, Histoire naturelle des animaux sans vertèbres, vol. 2, Paris, Verdière, 1816, 568 p. (lire en ligne), p. 556.